# Алексапольский, Николай Михайлович
Николай Михайлович Алексапольский (1887—1955) — советский учёный-геодезист, специалист в области аэрофотосъёмки и фотограмметрии, организатор кафедр по этому профилю и преподаватель, основоположник метода контурно-комбинированной аэросъёмки. Бригинженер. Профессор. Заслуженный деятель науки и техники РСФСР (1948).

## Биография
В 1916 году он окончил с отличием Константиновский межевой институт по специальности «геодезия». В 1916—1918 годах — инженер строительных отрядов, затем вольноопределяющийся в Русской армии с прикомандированием к фотограмметрическому отряду Полевого управления авиации и воздухоплавания; затем — инженер Курского земельного отдела.
Постановлением совета Московского межевого института (ММИ, бывшего Константиновского) 18 сентября 1918 года он был зачислен в штат института на должность ассистента; 1 октября 1920 года занял должность доцента по геодезии и фотограмметрии и начал чтение курсов аэрофотосъемки и фотограмметрии на геодезическом отделении института, а с 1921 года — на геодезическом факультете Военно-инженерной академии (ВИА). С 15 октября 1924 года приказом Реввоенсовета СССР в ВИА был закрыт геодезический факультет, а в ММИ было организовано военно-геодезическое отделение на правах факультета, на котором подготавливались военные геодезисты — Алексапольский вёл занятия одновременно на гражданском и военном отделениях. 
Преподавание фотограмметрии было ориентировано в первую очередь на создание топографических карт. В связи с этим в конце 1924 года Центральная штатная комиссия РКИ признала своевременным создание в ММИ специализации фототопография.
24 апреля 1925 года Н. М. Алексапольского избрали на должность профессора по фотограмметрии, а уже 25 апреля назначили на эту должность приказом по ММИ. В этом же году он сформировал кафедру. Первыми преподавателями новой кафедры, кроме Н. М. Алексапольского, были сотрудники Государственного технического бюро «Аэрофотосъёмка», которое на коммерческой основе вело аэросъёмочные и фотограмметрические работы для нужд государственного хозяйства.
В 1927—1934 годах принимал участие в составлении «Технической энциклопедии» под редакцией Л. К. Мартенса, автор статей из раздела «геодезия и аэрофотосъемка».
В июле 1925 года в районе Можайска для приобретения практического опыта под руководством Н. М. Алексапольского, заведовавшего в эти годы геодезическим сектором аэрофотосъёмочного отдела «Добролёта», была проведена первая опытная аэрофотосъёмка в картографических целях. Её задачей был поиск наилучших методик использования контурно-комбинированной съёмки для создания карт по аэрофотоснимкам. Результаты проведенных работ показали большое преимущество аэрофотограмметрических методов съёмки перед полевой съёмкой.
В 1926 году при кафедре фотограмметрии была создана лаборатория аэрофотосъёмки, а на геодезическом отделении Московского межевого института началось обучение студентов по специализации «аэрофототопография». В этом же году на военно-геодезическом отделении была организована специализация по фотограмметрии.
В 1928 году Н. М. Алексапольский совместно с Ф. В. Дробышевым впервые в СССР выполнили работы по построению сетей плановой графической фототриангуляции. 
В 1929 году в Московском межевом институте был выпущен сборник переводных статей по наземной стереофотограмметрической съемке под редакцией Н. М. Алексапольского. 
В 1930 году в своей книге «Курс геодезии», изданной под редакцией Ф. Н. Красовского, Н. М. Алексапольский в отделе «Фототопография» поместил раздел о наземной стереофотограмметрической съёмке. 
В 1930 и 1931 годах в Ленинграде проходили Всесоюзные совещания по аэрофотосъемке, в которых вместе с Алексапольским приняли участие и другие преподаватели его кафедры: В. С. Цвет-Колядинский, Ф. В. Дробышев, Н. Н. Веселовский, А. И. Сухов, М. С. Муравьёв.
В 1930 году при разделе ММИ и формировании Московского геодезического института Алексапольский остался на должности заведующего кафедрой и руководил ею официально до октября 1932 года, а фактически до 1933 года.
В октябре 1932 года в связи с переводом военного отделения из МГИ в ВИА Алексапольского назначили начальником кафедры фотограмметрии в академии, но он не прекратил педагогической деятельности в МГИ. 
Демобилизовавшись по состоянию здоровья, Н. М. Алексапольский с сентября 1939 года перешёл на кафедру фотограмметрии института на постоянную работу. В апреле 1942 года Алексапольского назначили заведующим объединённой кафедрой фотограмметрии и аэросъёмки, но в декабре 1942 по его просьбе в связи с состоянием здоровья он был освобождён от заведования кафедрой. 
В 1946 году Н. М. Алексапольскому было присвоено учёное звание профессора по кафедре фотограмметрии, а в 1948 — почётное звание «Заслуженный деятель науки и техники РСФСР».
Умер 5 марта 1955 года. Похоронен на Введенском кладбище (уч. 10).